# Filchnerella rufitibia
Filchnerella rufitibia är en insektsart som beskrevs av Yin, X.-c. 1984. Filchnerella rufitibia ingår i släktet Filchnerella och familjen Pamphagidae. Inga underarter finns listade i Catalogue of Life.